# レニエ2世 (エノー伯)
レニエ2世（Régnier II, 890年ごろ - 932年）は、エノー伯（在位：916/25年 - 932年）。916年に西フランク王シャルル3世の側近として文書に登場し、王に対する兄ギゼルベルト（ジズルベール）の反乱に参加しなかったため兄と戦ったが、後に兄と和解した。

## 生涯
レニエ2世はロートリンゲン貴族レニエ家の出身で、レニエ1世とその妻アルベラードの次男である。兄は後のロートリンゲン公ギゼルベルト（ジズルベール）。妹はナミュール伯ベランジェと結婚した。
レニエ2世は、916年1月19日にエルスタルに滞在していた西フランク王シャルル3世の側近として兄ギゼルベルトと共に最初に確認される。レニエ2世はすでに伯爵（comes）の称号を持っていたが、同時代の資料ではレニエ2世がいつエノー伯に任命されたのか確認できない。レニエ2世はシガールあるいは915年末に亡くなった父レニエ1世から直接継承した可能性もある。聖ジェラールの伝記および966年に皇帝オットー1世が発行した文書には、レニエ2世がエノー伯であったと記されている。
レニエ2世は、兄ギゼルベルトがシャルル3世に対して反乱を起こした際に兄との戦いに巻き込まれ、ギゼルベルトはエノーを荒廃させた。924年、ギゼルベルトは義弟ナミュール伯ベランジェに捕らえられ、レニエが息子の1人を人質として義弟に渡した後に再び解放された。ロートリンゲンが926年まで東フランク王国の支配下に置かれた後、レニエとギゼルベルトは互いの支配権を認め、和解した。

## 結婚と子女
レニエ2世はブルゴーニュ公リシャールとオセール女伯アデライードの娘アデライードと結婚した。この結婚で少なくとも3男1女が生まれた。
- レニエ3世（920年頃 - 973年） - エノー伯
- ロドルフ（966年以降没） - マーズガウ伯およびエスベイ伯
- リエタール
- 娘 - ベトゥウェ伯ニベルングと結婚